# Temporada 2007 de Fórmula 3 Británica
La temporada 2007 de la Fórmula 3 Británica fue la 57.º edición de dicho campeonato. Comenzó el 9 de abril en Oulton Park y finalizó el 30 de septiembre en Rockingham.
El estonio Marko Asmer fue el ganador del Campeonato de Pilotos, mientras Sergio Pérez ganó la Clase Nacional.

## Escuderías y pilotos
| Escudería                      | Chasis              | Motor               | N.º                 | Piloto                | Rondas              |
| Clase de Campeonato            | Clase de Campeonato | Clase de Campeonato | Clase de Campeonato | Clase de Campeonato   | Clase de Campeonato |
| ------------------------------ | ------------------- | ------------------- | ------------------- | --------------------- | ------------------- |
| Räikkönen Robertson Racing     | Dallara F307        | Mercedes            | 1                   | Stephen Jelley        | Todas               |
| Räikkönen Robertson Racing     | Dallara F307        | Mercedes            | 2                   | Jonathan Kennard      | Todas               |
| Räikkönen Robertson Racing     | Dallara F307        | Mercedes            | 26                  | Atte Mustonen         | Todas               |
| Carlin Motorsport              | Dallara F307        | Mercedes            | 3                   | Sam Bird              | Todas               |
| Carlin Motorsport              | Dallara F307        | Mercedes            | 4                   | Mario Moraes          | Todas               |
| Carlin Motorsport              | Dallara F307        | Mercedes            | 21                  | Niall Breen           | Todas               |
| Carlin Motorsport              | Dallara F307        | Mercedes            | 22                  | Alberto Valerio       | Todas               |
| Carlin Motorsport              | Dallara F307        | Mercedes            | 23                  | Maro Engel            | Todas               |
| Fortec Motorsport              | Dallara F307        | Mercedes            | 5                   | Sebastian Hohenthal   | Todas               |
| Fortec Motorsport              | Dallara F307        | Mercedes            | 44                  | Leo Mansell           | Todas               |
| Fortec Motorsport              | Dallara F307        | Mercedes            | 50                  | Greg Mansell          | Todas               |
| Hitech Racing                  | Dallara F307        | Mercedes            | 6                   | Walter Grubmüller     | Todas               |
| Hitech Racing                  | Dallara F307        | Mercedes            | 7                   | Marko Asmer           | Todas               |
| Alan Docking Racing            | Dallara F307        | Mugen-Honda         | 8                   | Francesco Castellacci | Todas               |
| Alan Docking Racing            | Dallara F307        | Mugen-Honda         | 24                  | John Martin           | Todas               |
| T-Sport                        | Dallara F307        | Mugen-Honda         | 9                   | Rodolfo González      | Todas               |
| Performance Racing Europe AB   | Dallara F307        | Mugen-Honda         | 10                  | Ricardo Teixeira      | Todas               |
| Performance Racing Europe AB   | Dallara F307        | Mugen-Honda         | 11                  | Rodolfo Ávila         | 1                   |
| Fluid Motorsport               | Lola B06/30         | Mugen-Honda         | 12                  | Cristiano Morgado     | 2                   |
| Fluid Motorsport               | Lola B06/30         | Mugen-Honda         | 12                  | Sean Petterson        | 3-7                 |
| Ultimate Motorsport            | Mygale M07-F3       | Mercedes            | 14                  | Esteban Guerrieri     | Todas               |
| Ultimate Motorsport            | Mygale M07-F3       | Mercedes            | 15                  | Michael Devaney       | Todas               |
| Arena International Motorsport | Dallara F307        | Mercedes            | 16                  | Max Chilton           | 2-11                |
| Clase Nacional                 |                     |                     |                     |                       |                     |
| T-Sport                        | Dallara F304        | Mugen-Honda         | 31                  | Sergio Pérez          | Todas               |
| T-Sport                        | Dallara F304        | Mugen-Honda         | 77                  | Salman Al Khalifa     | 6-11                |
| Fluid Motorsport               | Lola-Dome F106-04   | Mugen-Honda         | 32                  | Sean Petterson        | 1-2                 |
| Fluid Motorsport               | Lola-Dome F106-04   | Mugen-Honda         | 33                  | Juan Pablo Garcia     | 1-10                |
| Promatecme                     | Dallara F304        | Mugen-Honda         | 34                  | Alex Waters           | 1-7                 |
| Promatecme                     | Dallara F304        | Mugen-Honda         | 60                  | Richard Singleton     | 11                  |
| Promatecme                     | Dallara F304        | Mugen-Honda         | 77                  | Salman Al Khalifa     | 1-4                 |
| Räikkönen Robertson Racing     | Dallara F304        | Mugen-Honda         | 35                  | Alistair Jackson      | 1-6                 |
| Räikkönen Robertson Racing     | Dallara F304        | Mugen-Honda         | 36                  | Albert Costa          | 1-5                 |
| Räikkönen Robertson Racing     | Dallara F304        | Mugen-Honda         | 40                  | Mihai Marinescu       | 11                  |
| Räikkönen Robertson Racing     | Dallara F304        | Mugen-Honda         | 59                  | Ernesto Otero         | 8, 10               |
| Alan Docking Racing            | Dallara F304        | Mugen-Honda         | 37                  | Viktor Jensen         | 1-10                |
| Performance Racing Europe AB   | Dallara F304        | Mugen-Honda         | 38                  | Hamed Al Fardan       | Todas               |
| Performance Racing Europe AB   | Dallara F304        | Mugen-Honda         | 39                  | Congfu Cheng          | 1-10                |
| Master Motorsport              | Dallara F304        | Mugen-Honda         | 55                  | Michael Meadows       | 1-10                |
| Pilotos invitados              |                     |                     |                     |                       |                     |
| Ombra Racing                   | Dallara F305        | Mugen-Honda         | 62                  | Matteo Chinosi        | 5                   |
| Ombra Racing                   | Dallara F306        | Mugen-Honda         | 63                  | Federico Glorioso     | 5                   |
| Räikkönen Robertson Racing     | Dallara F307        | Mercedes            | 64                  | Johnny Cecotto Jr.    | 6                   |
| Swiss Racing Team              | Dallara F306        | Opel                | 69                  | Dominick Muermans     | 5                   |

## Calendario
El calendario consistió de las siguientes 22 rondas:
| Ronda | Circuito                      | Fecha            |
| ----- | ----------------------------- | ---------------- |
| 1     | Oulton Park                   | 9 de abril       |
| 2     | Oulton Park                   | 9 de abril       |
| 3     | Donington Park                | 22 de abril      |
| 4     | Donington Park                | 22 de abril      |
| 5     | Bucharestring                 | 20 de mayo       |
| 6     | Bucharestring                 | 20 de mayo       |
| 7     | Circuito de Snetterton        | 3 de junio       |
| 8     | Circuito de Snetterton        | 3 de junio       |
| 9     | Autodromo Nazionale di Monza  | 24 de junio      |
| 10    | Autodromo Nazionale di Monza  | 24 de junio      |
| 11    | Brands Hatch                  | 15 de julio      |
| 12    | Brands Hatch                  | 15 de julio      |
| 13    | Circuito de Spa-Francorchamps | 29 de julio      |
| 14    | Circuito de Spa-Francorchamps | 29 de julio      |
| 15    | Circuito de Silverstone       | 12 de agosto     |
| 16    | Circuito de Silverstone       | 12 de agosto     |
| 17    | Circuito de Thruxton          | 26 de agosto     |
| 18    | Circuito de Thruxton          | 26 de agosto     |
| 19    | Circuito de Croft             | 9 de septiembre  |
| 20    | Circuito de Croft             | 9 de septiembre  |
| 21    | Rockingham Motor Speedway     | 30 de septiembre |
| 22    | Rockingham Motor Speedway     | 30 de septiembre |

## Resultados
| Ronda | Ronda                         | Pole Position       | Vuelta rápida       | Piloto ganador      | Escudería ganadora         | Ganador clase nacional |
| ----- | ----------------------------- | ------------------- | ------------------- | ------------------- | -------------------------- | ---------------------- |
| 1     | Oulton Park                   | Maro Engel          | Sebastian Hohenthal | Maro Engel          | Carlin Motorsport          | Congfu Cheng           |
| 2     | Oulton Park                   | Jonathan Kennard    | Jonathan Kennard    | Marko Asmer         | Hitech Racing              | Congfu Cheng           |
| 3     | Donington Park                | Marko Asmer         | Marko Asmer         | Marko Asmer         | Hitech Racing              | Michael Meadows        |
| 4     | Donington Park                | Marko Asmer         | Sebastian Hohenthal | Marko Asmer         | Hitech Racing              | Sergio Pérez           |
| 5     | Bucharestring                 | Marko Asmer         | Marko Asmer         | Marko Asmer         | Hitech Racing              | Michael Meadows        |
| 6     | Bucharestring                 | Stephen Jelley      | Michael Devaney     | Sam Bird            | Carlin Motorsport          | Sergio Pérez           |
| 7     | Circuito de Snetterton        | Atte Mustonen       | Stephen Jelley      | Niall Breen         | Carlin Motorsport          | Sergio Pérez           |
| 8     | Circuito de Snetterton        | Marko Asmer         | Marko Asmer         | Marko Asmer         | Hitech Racing              | Viktor Jensen          |
| 9     | Autodromo Nazionale di Monza  | Maro Engel          | Stephen Jelley      | Maro Engel          | Carlin Motorsport          | Sergio Pérez           |
| 10    | Autodromo Nazionale di Monza  | Maro Engel          | Alberto Valerio     | Marko Asmer         | Hitech Racing              | Sergio Pérez           |
| 11    | Brands Hatch                  | Marko Asmer         | Marko Asmer         | Marko Asmer         | Hitech Racing              | Congfu Cheng           |
| 12    | Brands Hatch                  | Marko Asmer         | Sam Bird            | Sebastian Hohenthal | Fortec Motorsport          | Congfu Cheng           |
| 13    | Circuito de Spa-Francorchamps | Stephen Jelley      | Jonathan Kennard    | Sam Bird            | Carlin Motorsport          | Sergio Pérez           |
| 14    | Circuito de Spa-Francorchamps | Jonathan Kennard    | Jonathan Kennard    | Jonathan Kennard    | Räikkönen Robertson Racing | Sergio Pérez           |
| 15    | Circuito de Silverstone       | Marko Asmer         | Marko Asmer         | Marko Asmer         | Hitech Racing              | Sergio Pérez           |
| 16    | Circuito de Silverstone       | Marko Asmer         | Marko Asmer         | Marko Asmer         | Hitech Racing              | Sergio Pérez           |
| 17    | Circuito de Thruxton          | Sebastian Hohenthal | Atte Mustonen       | Stephen Jelley      | Räikkönen Robertson Racing | Sergio Pérez           |
| 18    | Circuito de Thruxton          | Atte Mustonen       | Rodolfo González    | Atte Mustonen       | Räikkönen Robertson Racing | Sergio Pérez           |
| 19    | Circuito de Croft             | Marko Asmer         | Marko Asmer         | Stephen Jelley      | Räikkönen Robertson Racing | Congfu Cheng           |
| 20    | Circuito de Croft             | Marko Asmer         | Marko Asmer         | Marko Asmer         | Hitech Racing              | Sergio Pérez           |
| 21    | Rockingham Motor Speedway     | Marko Asmer         | Marko Asmer         | Marko Asmer         | Hitech Racing              | Sergio Pérez           |
| 22    | Rockingham Motor Speedway     | Maro Engel          | Maro Engel          | Maro Engel          | Carlin Motorsport          | Sergio Pérez           |

## Clasificaciones

### Clase de Campeonato
| Pos.                                   | Piloto                | OUL | OUL | DON | DON | BUC | BUC | SNE | SNE | MOZ | MOZ | BRH | BRH | SPA | SPA | SIL | SIL | THR | THR | CRO | CRO | ROC | ROC | Puntos |
| -------------------------------------- | --------------------- | --- | --- | --- | --- | --- | --- | --- | --- | --- | --- | --- | --- | --- | --- | --- | --- | --- | --- | --- | --- | --- | --- | ------ |
| 1                                      | Marko Asmer           | 2   | 1   | 1   | 1   | 1   | 5   | Ret | 1   | 4   | 1   | 1   | 3   | 6   | 8   | 1   | 1   | 9   | 5   | Ret | 1   | 1   | Ret | 293    |
| 2                                      | Maro Engel            | 1   | 5   | 7   | 4   | 5   | Ret | 7   | 4   | 1   | 2   | 5   | 7   | Ret | 2   | 2   | 2   | 3   | 4   | Ret | 5   | 10  | 1   | 208    |
| 3                                      | Stephen Jelley        | 3   | 2   | 2   | 25  | 7   | 3   | 4   | 5   | 11  | 18  | 2   | 6   | 3   | 4   | 5   | 10  | 1   | 7   | 1   | 8   | 9   | 8   | 183    |
| 4                                      | Sam Bird              | 4   | 6   | 10  | 9   | 3   | 1   | 2   | 3   | 2   | 3   | Ret | 11  | 1   | 3   | 6   | 6   | Ret | Ret | 2   | Ret | Ret | 2   | 180    |
| 5                                      | Niall Breen           | 9   | 10  | Ret | 2   | 4   | 2   | 1   | 7   | 7   | 4   | 6   | 5   | 7   | 9   | 7   | 9   | 12  | 2   | Ret | 2   | 6   | 9   | 145    |
| 6                                      | Jonathan Kennard      | 6   | 4   | 5   | 3   | 9   | 8   | 6   | 11  | 5   | 5   | 3   | 10  | 2   | 1   | 10  | 16  | 2   | 12  | Ret | 16  | Ret | 14  | 130    |
| 7                                      | Atte Mustonen         | 8   | 14  | 9   | 8   | 6   | Ret | 27  | 8   | Ret | 23  | 14  | 2   | 4   | 6   | 3   | Ret | Ret | 1   | 4   | 3   | 2   | 5   | 126    |
| 8                                      | Alberto Valerio       | 11  | DNS | 11  | 5   | 2   | Ret | 3   | 2   | 3   | 27  | Ret | 8   | Ret | 7   | Ret | 5   | 5   | 10  | 5   | 4   | 8   | 6   | 114    |
| 9                                      | Sebastian Hohenthal   | 5   | 3   | 4   | 23  | Ret | 7   | 8   | 6   | Ret | 6   | 16  | 1   | 19  | 11  | 9   | 8   | Ret | 11  | Ret | 10  | 3   | 3   | 101    |
| 10                                     | Greg Mansell          | 10  | 7   | 3   | 13  | Ret | Ret | 9   | 9   | Ret | 9   | 9   | Ret | 10  | 23  | 4   | 3   | 6   | 8   | 3   | 6   | 23  | 10  | 79     |
| 11                                     | Rodolfo González      | 7   | 9   | 12  | 6   | 10  | 10  | 5   | Ret | 18  | Ret | 4   | 18  | 5   | 10  | Ret | 7   | 7   | 3   | 8   | 9   | 4   | 11  | 77     |
| 12                                     | Michael Devaney       | 22  | 16  | 26  | 7   | 16  | 6   | 10  | Ret | 8   | 8   | 7   | 4   | 11  | 12  | 8   | 4   | 8   | Ret | 7   | Ret | 12  | Ret | 54     |
| 13                                     | Esteban Guerrieri     | 12  | 11  | 6   | 22  | 8   | 18  | 14  | Ret | 6   | 11  | Ret | Ret | 8   | Ret | 13  | 11  | 4   | 9   | Ret | 7   | 13  | 4   | 46     |
| 14                                     | Mario Moraes          | 21  | 21  | 8   | Ret | 11  | 9   | 12  | 10  | 9   | 14  | 8   | 12  | Ret | 5   | Ret | 19  | 13  | 6   | 6   | Ret | 5   | 7   | 43     |
| 15                                     | John Martin           | 16  | 12  | Ret | 18  | 14  | 4   | Ret | 12  | 16  | 13  | Ret | 13  | 20  | 18  | Ret | 13  | Ret | 17  | 12  | 11  | 7   | 12  | 16     |
| 16                                     | Walter Grubmüller     | 13  | 8   | 14  | Ret | DNS | DNS | 15  | 13  | 15  | Ret | 10  | 9   | 12  | 13  | 12  | Ret | 11  | Ret | Ret | Ret | 11  | 18  | 7      |
| 17                                     | Leo Mansell           | 20  | Ret | Ret | Ret | Ret | Ret | 17  | DNS | 19  | 24  | 20  | 22  | 21  | 27  | 15  | 15  | 14  | 16  | 10  | 14  | 18  | 19  | 2      |
| 18                                     | Max Chilton           |     |     | 20  | 17  | 19  | 19  | 11  | 14  | 13  | 16  | 11  | 20  | 17  | 14  | Ret | 26  | 20  | Ret | Ret | Ret | 15  | 22  | 0      |
| 19                                     | Alistair Jackson      |     |     |     |     |     |     |     |     |     |     |     |     | 13  | 16  | 14  | 17  | 19  | Ret | Ret | 12  | 16  | 17  | 0      |
| 20                                     | Ricardo Teixeira      | Ret | 19  | 16  | 15  | 21  | 17  | 16  | 17  | Ret | Ret | 15  | 15  | 24  | Ret | 16  | 18  | Ret | 15  | Ret | 17  | 17  | 15  | 0      |
| 21                                     | Sean Petterson        |     |     |     |     | 23  | 20  | DNS | 15  | Ret | 20  | 17  | 17  | Ret | 22  |     |     |     |     |     |     |     |     | 0      |
| 22                                     | Francesco Castellacci | Ret | 20  | 22  | Ret | Ret | Ret | Ret | 22  | 22  | Ret | 26  | Ret | 22  | 21  | 19  | 24  | 21  | Ret | Ret | 18  | 21  | 20  | 0      |
|                                        | Rodolfo Ávila         | Ret | DNS |     |     |     |     |     |     |     |     |     |     |     |     |     |     |     |     |     |     |     |     | 0      |
|                                        | Cristiano Morgado     |     |     | DNS | DNS |     |     |     |     |     |     |     |     |     |     |     |     |     |     |     |     |     |     | 0      |
| Pilotos no elegibles para sumar puntos |                       |     |     |     |     |     |     |     |     |     |     |     |     |     |     |     |     |     |     |     |     |     |     |        |
|                                        | Matteo Chinosi        |     |     |     |     |     |     |     |     | 12  | 12  |     |     |     |     |     |     |     |     |     |     |     |     | 0      |
|                                        | Federico Glorioso     |     |     |     |     |     |     |     |     | 17  | 21  |     |     |     |     |     |     |     |     |     |     |     |     | 0      |
|                                        | Dominick Muermans     |     |     |     |     |     |     |     |     | Ret | Ret |     |     |     |     |     |     |     |     |     |     |     |     | 0      |
|                                        | Johnny Cecotto Jr.    |     |     |     |     |     |     |     |     |     |     | DNS | DNS |     |     |     |     |     |     |     |     |     |     | 0      |
| Pos.                                   | Piloto                | OUL | OUL | DON | DON | BUC | BUC | SNE | SNE | MOZ | MOZ | BRH | BRH | SPA | SPA | SIL | SIL | THR | THR | CRO | CRO | ROC | ROC | Puntos |

| Color     | Resultado                                                               |
| --------- | ----------------------------------------------------------------------- |
| Oro       | Ganador                                                                 |
| Plata     | 2.ª plaza                                                               |
| Bronce    | 3.ª plaza                                                               |
| Verde     | Finalizó en los puntos                                                  |
| Azul      | Finalizó sin puntos                                                     |
| Azul      | NC - No clasificado                                                     |
| Violeta   | Ret - No terminó (Carrera)                                              |
| Rojo      | DNQ - No se clasificó                                                   |
| Negro     | DSQ - Descalificado                                                     |
| Blanco    | DNS - No empezó (carrera)                                               |
| Blanco    | WD - Retirado (fin de semana)                                           |
| Blanco    | C - Carrera cancelada                                                   |
| Sin color | DNP - Inscrito pero no participó                                        |
| Sin color | INJ - Lesionado                                                         |
| Sin color | EX - Excluido                                                           |
| Estado    | Resultado                                                               |
| Negrita   | Pole position                                                           |
| Cursiva   | Vuelta rápida                                                           |
| †         | Abandona, pero clasifica al completar el porcentaje requerido para ello |

### Clase Nacional
| Pos. | Piloto            | OUL | OUL | DON | DON | BUC | BUC | SNE | SNE | MOZ | MOZ | BRH | BRH | SPA | SPA | SIL | SIL | THR | THR | CRO | CRO | ROC | ROC | Puntos |
| ---- | ----------------- | --- | --- | --- | --- | --- | --- | --- | --- | --- | --- | --- | --- | --- | --- | --- | --- | --- | --- | --- | --- | --- | --- | ------ |
| 1    | Sergio Pérez      | Ret | DNS | 15  | 10  | 13  | 11  | 13  | 20  | 10  | 7   | 13  | 16  | 9   | 15  | 11  | 12  | 10  | 13  | 11  | 13  | 14  | 13  | 376    |
| 2    | Congfu Cheng      | 14  | 13  | 18  | 12  | Ret | 13  | 20  | 18  | 14  | 10  | 12  | 14  | 14  | 17  | Ret | 14  | 17  | Ret | 9   | 15  |     |     | 267    |
| 3    | Hamed Al Fardan   | Ret | DNS | 21  | 24  | 15  | Ret | 18  | 19  | Ret | 15  | 23  | 19  | 15  | 20  | 18  | 20  | 15  | 18  | 14  | 19  | 20  | Ret | 182    |
| 4    | Michael Meadows   | 18  | DNS | 13  | 11  | 12  | Ret | 24  | DNS | 20  | 17  | 19  | 24  | 16  | 19  | Ret | 21  | 16  | Ret | Ret | Ret |     |     | 153    |
| 5    | Salman Al Khalifa | DNS | 17  | 23  | 16  | 24  | 14  | 21  | 25  |     |     | 21  | 23  | 18  | 25  | Ret | Ret | 18  | 14  | 13  | 22  | 19  | 16  | 149    |
| 6    | Viktor Jensen     | 17  | 15  | 25  | 20  | 18  | 12  | 25  | 16  | 23  | 28  | 18  | 26  | 23  | Ret | Ret | 23  | 23  | 19  | Ret | 23  |     |     | 133    |
| 7    | Juan Pablo Garcia | Ret | DNS | 27  | Ret | 20  | 15  | 23  | 24  | 26  | 19  | 25  | 25  | 26  | 26  | 20  | 22  | 22  | 20  | 16  | 21  |     |     | 93     |
| 8    | Alex Waters       | 19  | DNS | 19  | Ret | 22  | 16  | 26  | 23  | 21  | 22  | 24  | 21  | 25  | 24  |     |     |     |     |     |     |     |     | 74     |
| 9    | Alistair Jackson  | Ret | 18  | 17  | 19  | Ret | Ret | 19  | 21  | 25  | 25  | 22  | Ret |     |     |     |     |     |     |     |     |     |     | 62     |
| 10   | Ernesto Otero     |     |     |     |     |     |     |     |     |     |     |     |     |     |     | 17  | 25  |     |     | 15  | 20  |     |     | 37     |
| 11   | Albert Costa      | Ret | DNS | 24  | 21  | 17  | Ret | 22  | 26  | 24  | 26  |     |     |     |     |     |     |     |     |     |     |     |     | 33     |
| 12   | Sean Petterson    | 15  | DNS | Ret | 14  |     |     |     |     |     |     |     |     |     |     |     |     |     |     |     |     |     |     | 25     |
| 13   | Mihai Marinescu   |     |     |     |     |     |     |     |     |     |     |     |     |     |     |     |     |     |     |     |     | 22  | 21  | 22     |
| 14   | Richard Singleton |     |     |     |     |     |     |     |     |     |     |     |     |     |     |     |     |     |     |     |     | 24  | 23  | 18     |
| Pos. | Piloto            | OUL | OUL | DON | DON | BUC | BUC | SNE | SNE | MOZ | MOZ | BRH | BRH | SPA | SPA | SIL | SIL | THR | THR | CRO | CRO | ROC | ROC | Puntos |

| Color     | Resultado                                                               |
| --------- | ----------------------------------------------------------------------- |
| Oro       | Ganador                                                                 |
| Plata     | 2.ª plaza                                                               |
| Bronce    | 3.ª plaza                                                               |
| Verde     | Finalizó en los puntos                                                  |
| Azul      | Finalizó sin puntos                                                     |
| Azul      | NC - No clasificado                                                     |
| Violeta   | Ret - No terminó (Carrera)                                              |
| Rojo      | DNQ - No se clasificó                                                   |
| Negro     | DSQ - Descalificado                                                     |
| Blanco    | DNS - No empezó (carrera)                                               |
| Blanco    | WD - Retirado (fin de semana)                                           |
| Blanco    | C - Carrera cancelada                                                   |
| Sin color | DNP - Inscrito pero no participó                                        |
| Sin color | INJ - Lesionado                                                         |
| Sin color | EX - Excluido                                                           |
| Estado    | Resultado                                                               |
| Negrita   | Pole position                                                           |
| Cursiva   | Vuelta rápida                                                           |
| †         | Abandona, pero clasifica al completar el porcentaje requerido para ello |